# Joseph Schott (Sänger)
Joseph Schott (* 1818; † 1872) war ein Hofopernsänger in der Stimmlage Bass.

## Leben
Bereits zur Zeit des Königreichs Hannover und insbesondere nach dem Bau des Königlichen Opernhauses in der Residenzstadt Hannover zählte Joseph Schott zu dem weithin bekannten Opernensemble Hannovers seiner Zeit – und mit ihm weitere vom königlichen Hof favorisierte Sängerinnen wie Asminde Ubrich, Therese Janda, Madeleine Nottes, Amalie Weiss sowie Auguste Geisthardt und Sänger wie Albert Niemann, Theodor Wachtel, Gustav Gunz, Max Stägemann und Traugott Gey.

## Ehrengrab
Das Ehrengrab von Joseph Schott findet sich auf dem Stadtfriedhof Engesohde in Hannover in der Abteilung 9J, Grabnummern 562–565.